# Pedro Rendón
Pedro Rendón, né Pedro Enrique Rendón Rodríguez le 17 juin 1974 dans la ville de Neiva (Huila, Colombie), est un acteur colombien, bien connu dans le monde des telenovelas.

## Carrière
Pedro Rendón participe à des productions comme La Madre, Pobre Pablo et La venganza. Il joue dans cette dernière telenovela au côté de Gabriela Spanic, ce qui lui met plus en valeur et lui vaut d'être contacté par la chaîne RCTV. En conséquence, il parvient à jouer pour la première fois en Colombie dans la telenovela Negra consentida au côté de Ligia Petit, dans le rôle de Miguel Ángel Aristiguieta  Marthan, un homme très travailleur. 
En 1995, il joue le rôle du protagoniste, Salomon Perdigon, dans la série colombienne El Oasis. À cette occasion, il partage la vedette avec Shakira. L'acteur est crédité pour avoir donné le premier baiser de cinéma à la chanteuse désormais célèbre.

## Filmographie

### Telenovelas
- 1993 : Derrière un ange
- 1994 : El Oasis : Salomon
- 1998 : La mère (La madre) : Francisco Suárez Caicedo, dit Pacho
- 2004 : Barbarita, les couleurs de l'amour (Negra consentida) : Miguel Ángel Aristiguieta Marthan
- 2005 : Des hommes d'honneur
- 2005-06 : ¿De qué tamaño es tu amor?
- 2008 : Doña Bárbara : Carmelito
- 2010 : Doña Bella : Andrés Mendoza
- 2010 : El clon
- 2010 : Salvador de mujeres : Andrés
- 2010 : A Corazón Abierto
- 2011 : Los herederos Del Monte : Efraín Mardones
- 2011 : Flor salvaje : Dr. Antonio María Rojas
- 2012 : Doubles Jeux (¿Quién eres tú?) : Carlos Sánchez "Charlie"
- 2014 : Bazurto[1]
- 2014 : Doctor Mata : avocat Federico